# Modesto Sánchez Ortiz
Modesto Sánchez Ortiz (Aljaraque, Huelva, 1857 - Madrid, 11 de gener de 1937) fou un periodista i polític andalús, director del diari La Vanguardia de Barcelona entre els anys 1888 i 1901.

## Biografia
Fill de rics llauradors, als 15 anys va anar a viure a Madrid, on treballà de practicant a un hospital. Durant aquesta època va llegir molt i estudià Dret i Medicina. Començà la seva carrera periodística l'any 1881 a El Correo de Madrid, i l'any 1888 passà a dirigir La Vanguardia de Barcelona per recomanació de Práxedes Mateo Sagasta a Carles Godó Pié.
Sánchez Ortiz va modernitzar La Vanguardia i la convertí en el gran referent de la premsa independent de Barcelona. Sánchez Ortiz en fou director fins a l'any 1901, i s'integrà plenament a la vida cultural de Barcelona, obrint les pàgines del diari als joves artistes i intel·lectuals catalans més destacats, incloent Ramon Casas, Isidre Nonell, Santiago Rusiñol, Raimon Casellas entre d'altres. L'any 1900, el diari publicava la primera crítica d'un jove pintor anomenat Pablo Ruiz Picasso. Durant aquella època, La Vanguardia va comptar amb la firma de Leopoldo Alas Clarín, Unamuno i els principals escriptors de la generació del 98.
Sánchez Ortiz també es dedicà a la política, fou elegit diputat a corts pel districte de Mataró a les eleccions generals espanyoles de 1901 i fou governador civil a Castelló, Girona, Lugo, Burgos i Oviedo. Alt funcionari d'Instrucció Pública, ascendí a la plaça d'interventor d'Hisenda de la província de Múrcia. Va escriure diversos llibres i nombrosos articles.

## Obres
- Las primeras Cortes de la Regencia (1886)
- Las Cortes españolas (1907)
- El periodismo (1903)